# Gerardus Cornelis Marinus Wiesman
Gerardus Cornelis Marinus Wiesman (Utrecht, 17 mei 1842 – Utrecht, 1 december 1931) was een amateurschilder die behoort tot de romantiek en voornamelijk stadsgezichten schilderde. Hij werkte in het dagelijks leven als timmerman en leerde waarschijnlijk schilderen van zijn moeder Catharina de Groot. In het Centraal Museum is het werk Het Pieterskerkhof te Utrecht van hem te bezichtigen.

## Werken

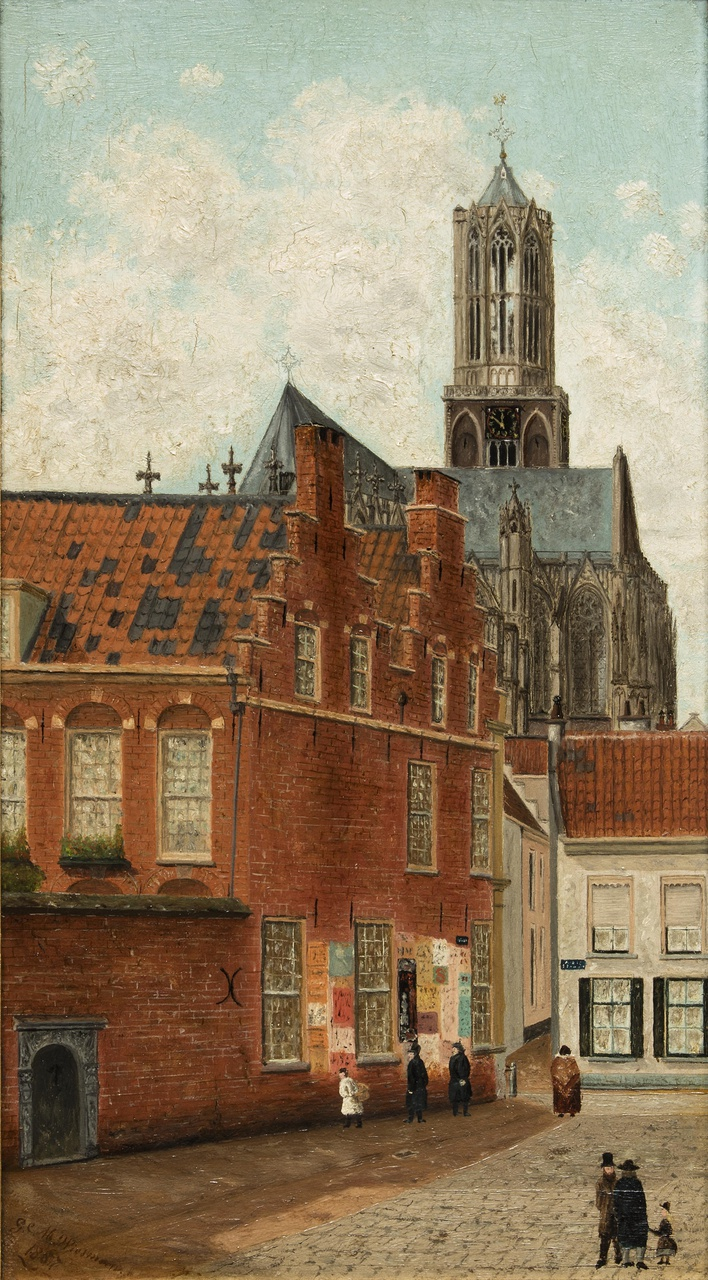
Het Pieterskerkhof te Utrecht (1887)
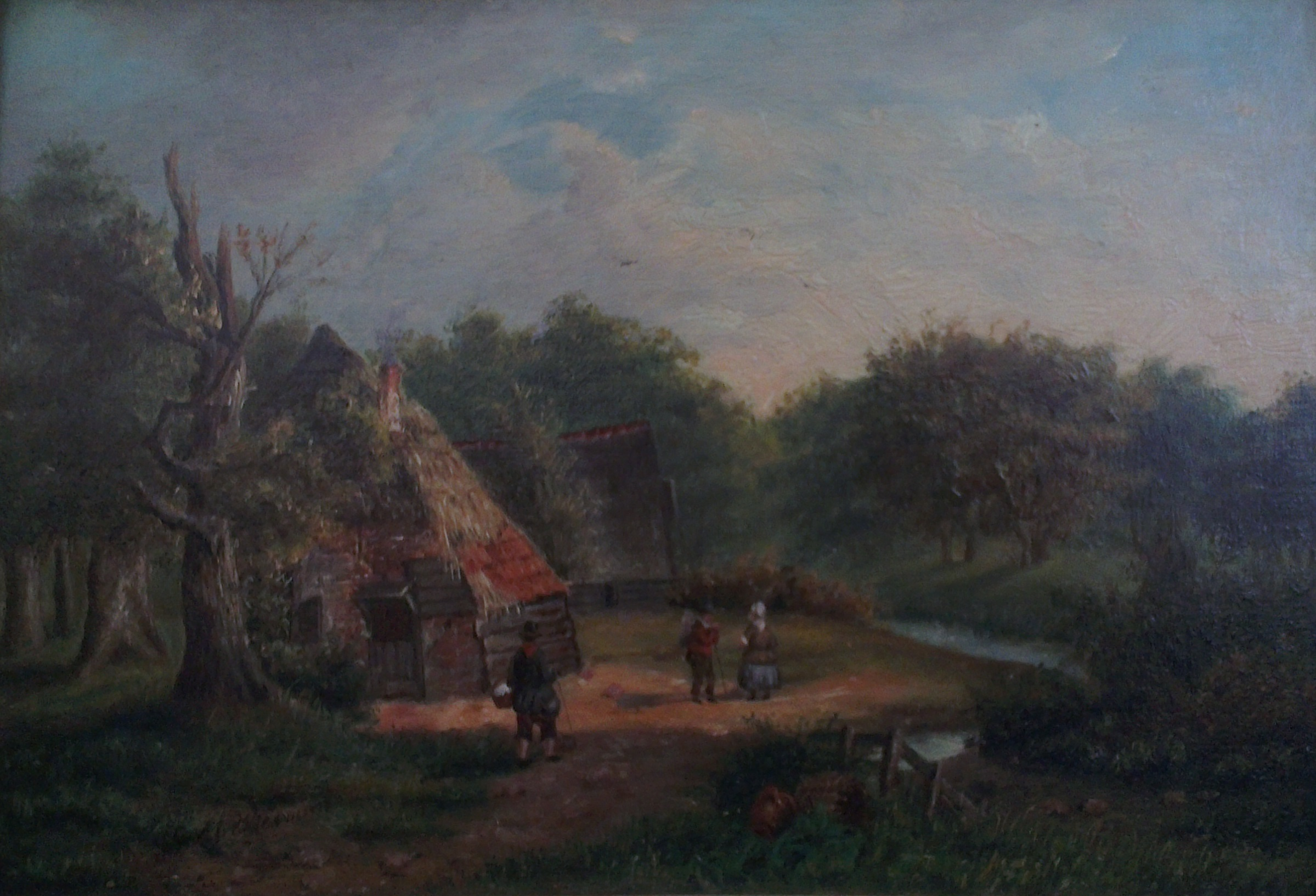
Landschap met personen